# NGC 6421
NGC 6421 is een groep sterren in het sterrenbeeld Schorpioen. Het hemelobject werd op 3 augustus 1834 ontdekt door de Britse astronoom John Herschel.